# COMAC C909
COMAC C909
中国国際航空のC909
- 用途：地域路線用旅客機
- 分類：リージョナルジェット
- 設計者：吳興世
- 製造者：中国商用飛機有限公司
- 運用者：

  - 成都航空
  - 中国南方航空
  - 中国国際航空
- 初飛行：2008年11月28日
- 生産数：108機（2023年10月）
- 生産開始：2007年12月21日
- 運用状況：運用中
- ユニットコスト：3800万USドル
（ARJ21-700、2019年）[1]

COMAC C909は、中華人民共和国で2007年に生産を開始したリージョナルジェットである。

## 概要

ARJ21ロゴ

もともとはARJ21（英語: Advanced Regional Jet of 21st Century、21世紀先進的リージョナルジェット、中国語: 21世纪新一代支线飞机、21世紀新世代地域間飛行機）として開発が行われていた。なお愛称については2007年8月よりネットで募集を実施され、同年12月に「翔鳳」（しょうほう）と決められた。
計画遂行は中国商用飛機有限公司（COMAC） が担当する。なお当機は中国が自主開発する初めてのジェット旅客機（実験的な上海Y-10ジェット機は除く）である。
この計画はエンジン生産のGE・アビエーションやフライ・バイ・ワイヤシステムのハネウェル・エアロスペースやアビオニクス生産のロックウェル・コリンズ等を含むヨーロッパとアメリカ合衆国の主要な19社が開発を支援する。
2008年11月28日、上海大場空港で初めての試験飛行を行ない、62分間飛行した後無事着陸した。2009年7月1日には2号機の試験飛行を実施し、1号機と同様62分間飛行した後実験は無事終了した。2009年7月15日、1号機が上海から西安まで初の都市間飛行を実施した。
2017年10月26日、三番目のC909を成都航空へ引き渡した。2019年時点にて、ARJ21-700一機当たりの値段は約3800万USドル。
2024年11月に催された第15回中国国際航空宇宙博覧会にて、機体名称を「COMAC C909」に改めることを発表した。

## 開発の経緯
AVICIは以前から中国国内用の100席クラスの新型ジェット旅客機を開発しようとしており、1997年5月には欧州のエアバスとシンガポールのSTPLとの3社で、エアバスA320よりも小さい機体を作るAE31X（AE316とAE317）を開発、生産する計画が合意していたが、ご破算になっていた。その後、大韓民国の航空機メーカーと共同開発する構想がすすめられていたが、その時点では58席のNRJ58と76席のNRJ76をひとつの基本設計から開発する構想であった。
しかし2001年にAVICIは中国国内の航空機メーカーだけで開発する方針に転換し、NRJよりもすこし大型にしたARJ21を開発することにした。
ARJ21は政府が管理するACAC コンソーシアムによって進められる重要な計画で、2002年に中国の第5次五ヵ年計画で開始された。当初の初飛行予定は2005年で、その18ヶ月後から実際に運行される予定だった。しかしながら設計作業の遅延により先行生産が2006年6月まで開始できなかった。最初の航空機（シリアルナンバー101）は2007年12月21日に完成し、2008年3月に初飛行が予定された。2009年に型式証明を取得の予定であった。遅延により初飛行の計画は2008年9月21日に変更されたが、それでも間に合わず最終的に2008年11月28日に上海大場空港で初飛行が実施された。
2009年7月15日に上海から西安までの2時間19分の1300km以上に及ぶ長距離飛行を完了した。2機目のARJ21（シリアルナンバー102）は2009年8月24日に上海から西安までの飛行試験を完了した。
3機目のARJ21（シリアルナンバー103）は2009年9月12日に試験飛行を完了した。
この航空機は2010年末に成都航空へ納入されて運行開始される予定であった。
ACACコンソーシアムは2010年にARJ21の量産を開始し、2015年には毎年30機の生産体制を予定していた。2009年にコンソーシアムは再編され、中国商用飛機有限公司 (COMAC) の一部となった。
しかし、2010年11月、ARJ21の主翼が地上試験中に目標とする負荷に達する前に破損したと報告された。中国民用航空局 (CAAC) はこの主翼の失敗により、飛行試験計画中のフライトエンベロープを制限するように通達し、納入予定は2011年末に遅れる見込みと発表した。
2012年11月、中国商用飛機有限公司 (COMAC) はARJ21の納入がさらに遅れる見通しであると発表した。
2013年5月に初の引き渡し機の組み立てが開始された。
2014年12月30日、中国民用航空局 (CAAC) から型式証明を取得したと発表された。
2015年11月29日、中国の成都航空は国有の中国商用飛機（COMAC）に発注していた30機の新型旅客機「ARJ21」の初号機の引き渡しを受けたと発表した。COMACが発表した声明では、3カ月間の試験飛行後に就航する。
2016年6月28日、成都から上海まで初の商業飛行を遂行し、それからもこの両都市の間で定期的商業運航を行っている。
2017年7月9日、CAACから生産証明（Production Certificate）を受け、正式に量産体制に移行。
2017年11月18日、商業飛行以来3万人目の利用客を迎えた。
2018年5月23日、量産型初号機となる111号機が初飛行。
2023年10月、旅客機から貨物機へと改造された2機が、圓通貨運航空と、中原竜浩航空に引き渡された。

## 設計
ACACではARJ21を"中国によって設計される事によって完全に知的所有権を有すると主張しているが"、海外からはマクドネル・ダグラスのMD-90シリーズの発展形と見なされており、機体もMD-90のライセンス生産で使用された生産設備を使用して生産されている。
その結果、客室断面や先頭部の形状や尾翼等がDC-9シリーズと酷似している。ウクライナのアントノフによって空力性能を向上する為に新開発されたウィングレットを備えた後退角25°の超臨界翼を備える。
アントノフはARJ21の構造体強度の幾何学的定量や積分解析でも計画を支援する。
ACACはさらに基本仕様と胴体延長仕様も長距離仕様、貨物仕様、ビジネスジェット仕様同様に計画している。

### 生産
航空機の開発に参加するACACコンソーシアムのメンバーは主要な部材の生産を予定する。
- 成都飛機工業公司: 機首の製造
- 西安飛機工業公司: 主翼と胴体
- 瀋陽飛機工業集団: 尾翼の製造
- 上海航空機製造: 最終組み立て
- 数多くの中国国内や外国の企業が部材の供給に参加している[27]

上海航空機研究所と西安航空機研究所も参加して設計を担当する。

## 機体の概要
AVICIでは、ARJ21を標準型で72席級（乗客78～90）とする700型と、胴体をおよそ3.78m延長して99席級（乗客98～105）とした900型の2タイプの旅客型と、700型を基にした貨物機のARJ21 CCF(COMAC Converted Freighter)を開発するとしている。操縦席はグラスコックピットを採用し、エンジンと共にアメリカ製を採用するとしている。
また、アントノフが設計した主翼は低翼でウィングレットが付けられているほか、MD-90のライセンス生産で習得した技術をもとに、MD-90の治具を用いて製造されるダブルバブル胴体にはエコノミークラスを横に5列配置できる。機首もMD-90の治具を用いて製造され、さらにはエンジンはリアジェット方式で取り付けT字尾翼であるなど、近代化されたDC-9といったデザインである。
|                     | ARJ21-700STD/ER                                                          | ARJ21-900STD/ER                                                          | ARJ21-700CCF                      |
| ------------------- | ------------------------------------------------------------------------ | ------------------------------------------------------------------------ | --------------------------------- |
| 操縦士              | 2名                                                                      | 2名                                                                      | 2名                               |
| 座席数              | 90席 (1-クラス) 78席 (2-クラス)                                          | 105席 (1-クラス) 98席 (2-クラス)                                         | —                                 |
| 全長                | 33.46メートル (109 ft 9 in)                                              | 36.35メートル (119 ft 3 in)                                              | 33.46メートル (109 ft 9 in)       |
| 主翼幅              | 27.28メートル (89 ft 6 in)                                               | 27.28メートル (89 ft 6 in)                                               | 27.28メートル (89 ft 6 in)        |
| 主翼面積            | 79.86平方メートル (859.6 sq ft)                                          | 79.86平方メートル (859.6 sq ft)                                          | 79.86平方メートル (859.6 sq ft)   |
| 主翼後退角          | 25°                                                                      | 25°                                                                      | 25°                               |
| 全高                | 8.44メートル (27 ft 8 in)                                                | 8.44メートル (27 ft 8 in)                                                | 8.44メートル (27 ft 8 in)         |
| 室内幅              | 3.143メートル (10 ft 3.7 in)                                             | 3.143メートル (10 ft 3.7 in)                                             | 3.143メートル (10 ft 3.7 in)      |
| 室内高              | 2.03メートル (6 ft 8 in)                                                 | 2.03メートル (6 ft 8 in)                                                 | 2.03メートル (6 ft 8 in)          |
| 座席横間隔          | 0.483メートル (19.0 in)                                                  | 0.483メートル (19.0 in)                                                  | —                                 |
| 座席幅              | 0.455メートル (17.9 in)                                                  | 0.455メートル (17.9 in)                                                  | —                                 |
| 非積載時重量        | 24,955キログラム (55,016 lb)                                             | STD : 26,270キログラム (57,920 lb) ER : 26,770キログラム (59,020 lb)     |                                   |
| 最大離陸重量        | STD : 40,500キログラム (89,300 lb) ER : 43,500キログラム (95,900 lb)     | STD : 43,616キログラム (96,157 lb) ER : 47,182キログラム (104,019 lb)    |                                   |
| 最大積載時 航続距離 | STD : 1,200海里 (2,200 km; 1,400 mi) ER : 2,000海里 (3,700 km; 2,300 mi) | STD : 1,200海里 (2,200 km; 1,400 mi) ER : 1,800海里 (3,300 km; 2,100 mi) |                                   |
| 最大運行速度        | マッハ 0.82                                                              | マッハ 0.82                                                              | マッハ 0.82                       |
| MTOWでの 滑走距離   | STD : 1,700m (5,600ft) ER : 1,900m (6,200 ft)                            | STD : 1,750m (5,740ft) ER : 1,950m (6,400 ft)                            |                                   |
| 巡航高度            | 11,900メートル (39,000 ft)                                               | 11,900メートル (39,000 ft)                                               | 11,900メートル (39,000 ft)        |
| エンジン (2x)       | ゼネラル・エレクトリック CF34-10A                                        | ゼネラル・エレクトリック CF34-10A                                        | ゼネラル・エレクトリック CF34-10A |
| エンジン推力        | 17,057 lbf                                                               | 18,500 lbf                                                               |                                   |

- 注記: データは出典による. STD = 航続距離標準型, ER = 航続距離拡大型, CCF = 貨物型
- 出典: ARJ21 シリーズ[28][出典無効]

## 引き渡し状況
| 航空会社     | ARJ21-700 | ARJ21-900 | ARJ21-700F | 備考 |
| ------------ | --------- | --------- | ---------- | ---- |
| 成都航空     | 25        | —         | —          |      |
| 中国南方航空 | 23        | —         | —          |      |
| 中国国際航空 | 20        | —         | —          |      |
| 一二三航空   | 17        | —         | —          |      |
| 華夏航空     | 06        | —         | —          |      |
| 江西航空     | 05        | —         | —          |      |
| 天驕航空     | 05        | —         | —          |      |
| 中飛通用航空 | 02        | —         | —          |      |
| 中原竜浩航空 | 01        | —         | 01         |      |
| 圓通貨運航空 | —         | —         | 01         |      |
| トランスヌサ | 02        | —         | —          |      |
| 合計         | 106       | —         | 02         |      |

2023年10月現在

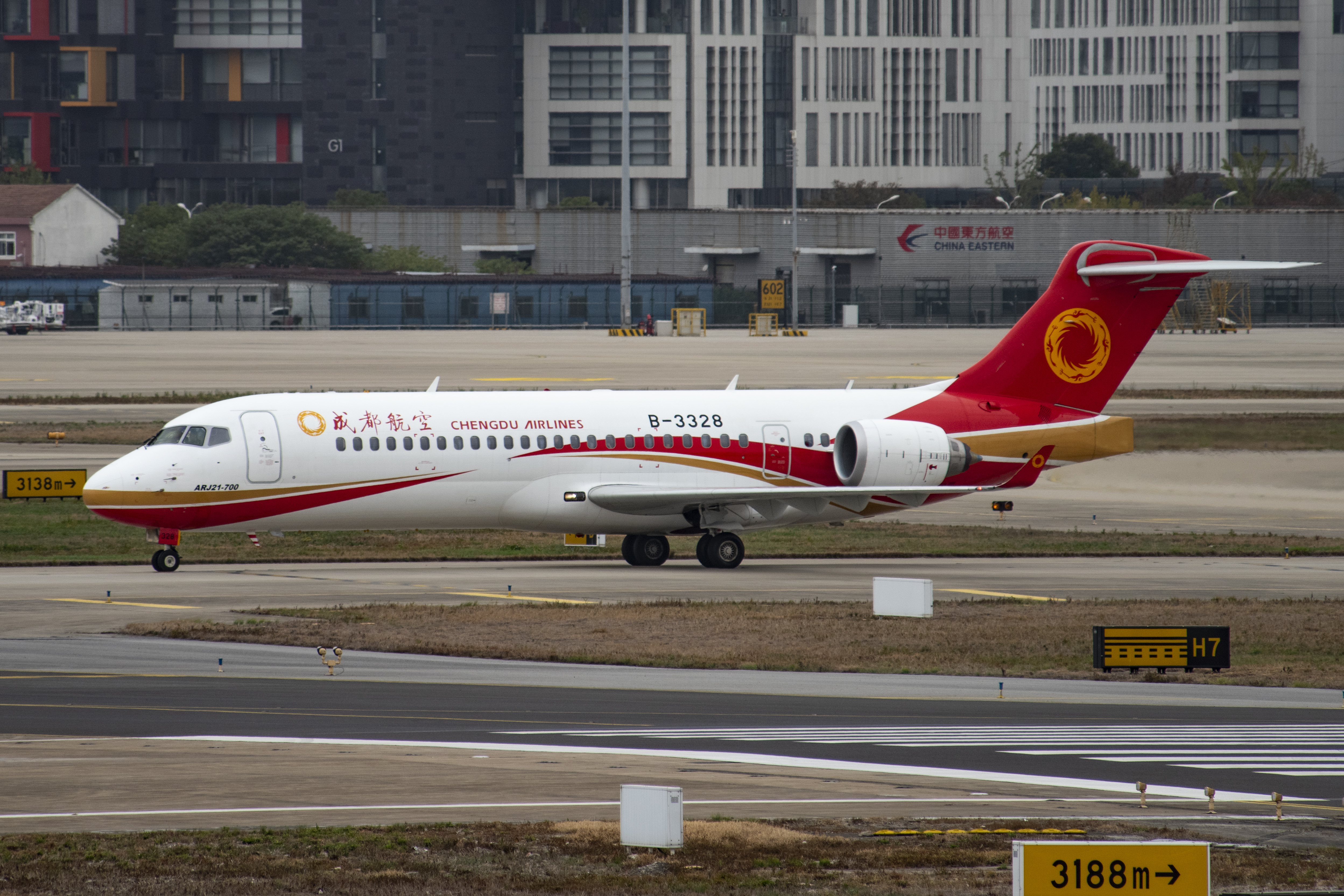
上海虹橋国際空港で滑走中の成都航空所属ARJ21

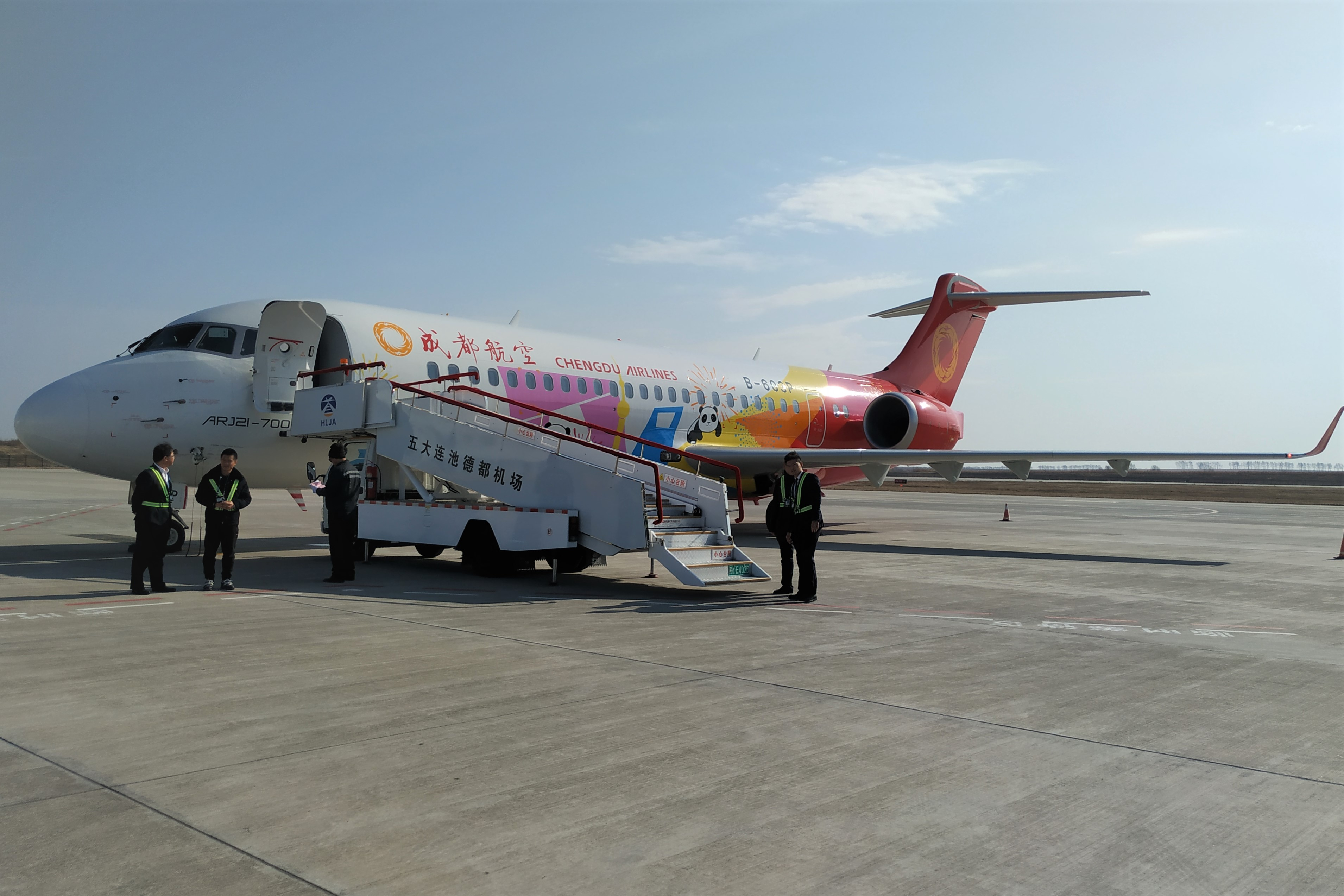
五大連池空港で客が搭乗している成都航空所属ARJ21（B-603P）

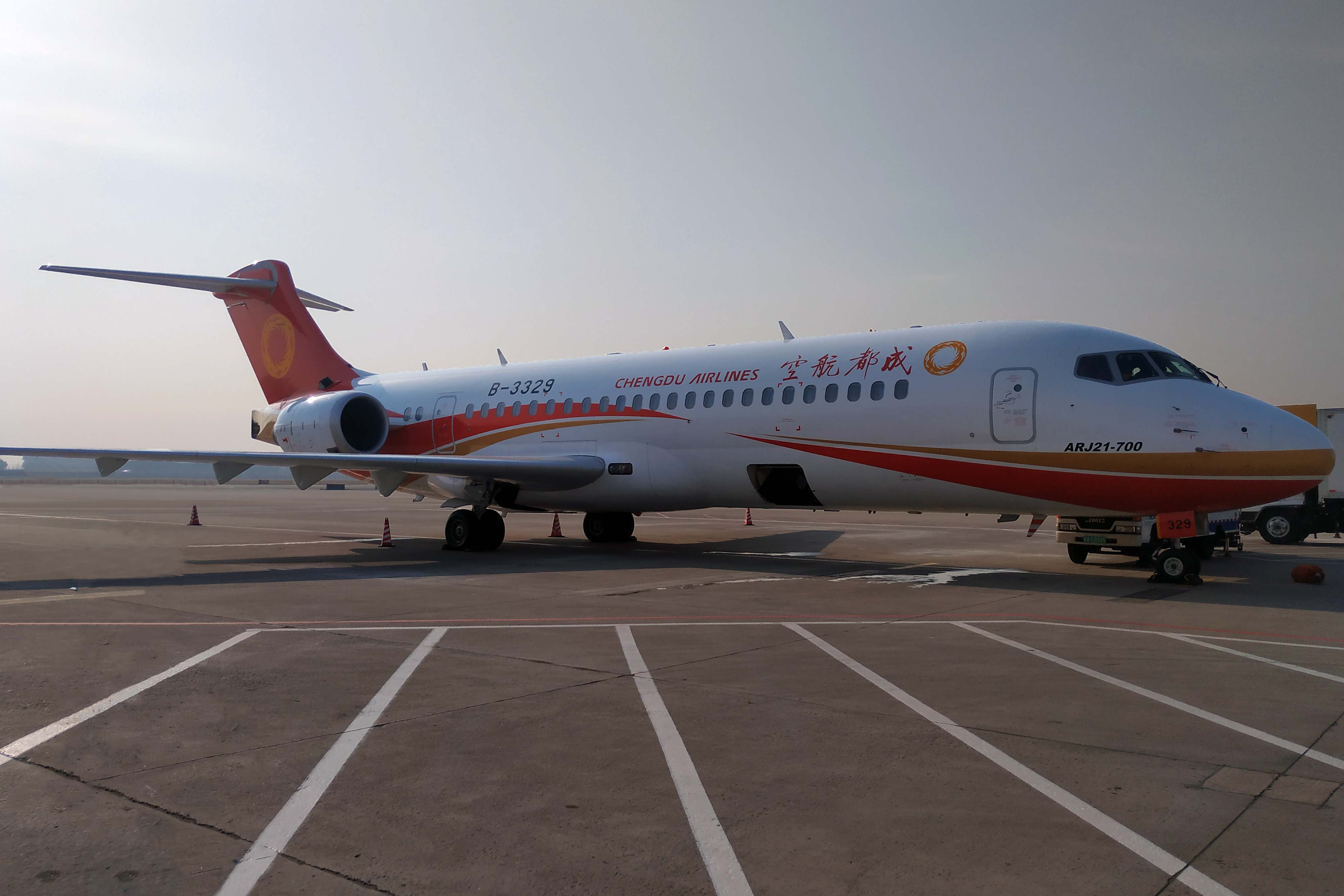
ハルビン太平国際空港での成都航空所属ARJ21

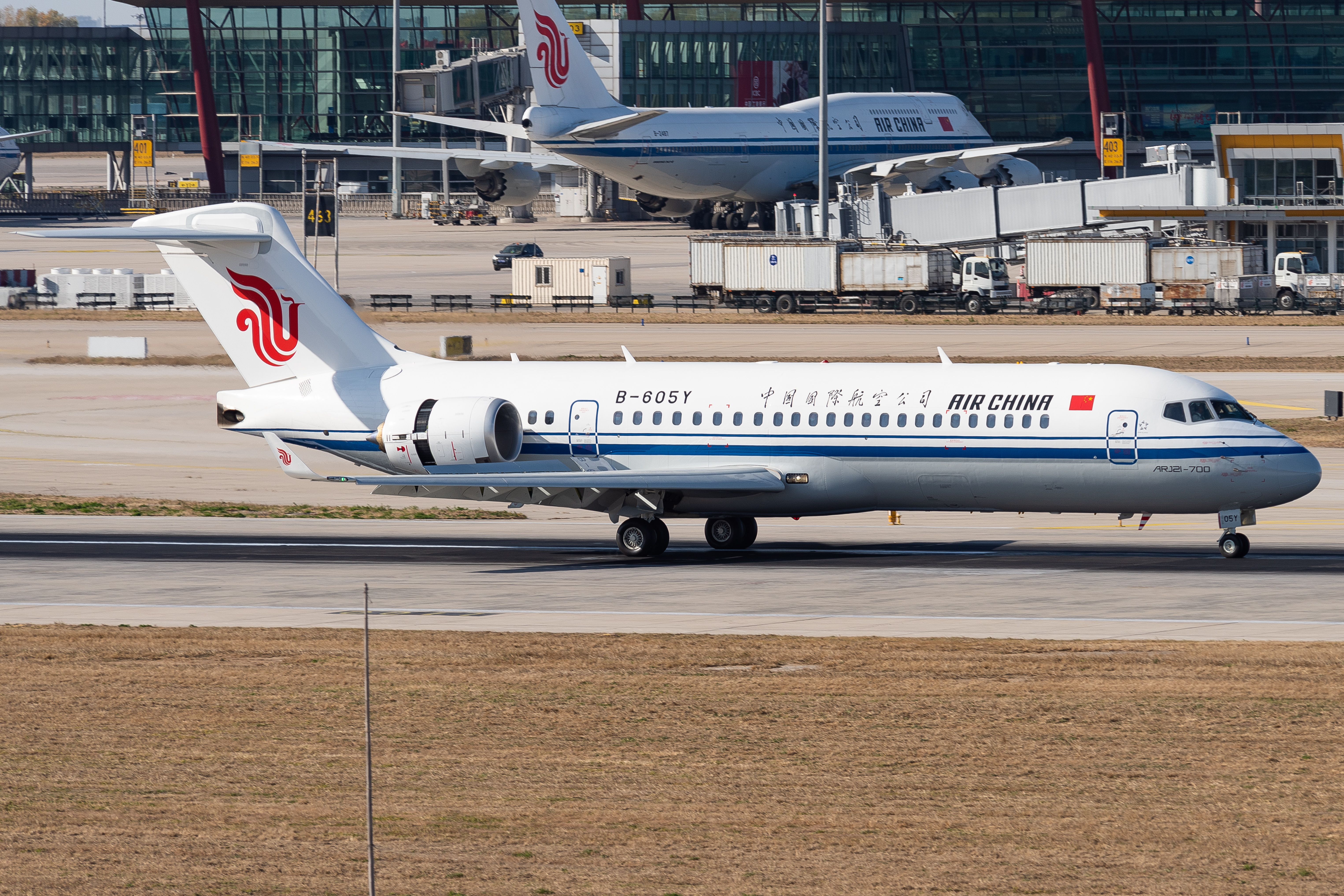
中国国際航空所属ARJ21

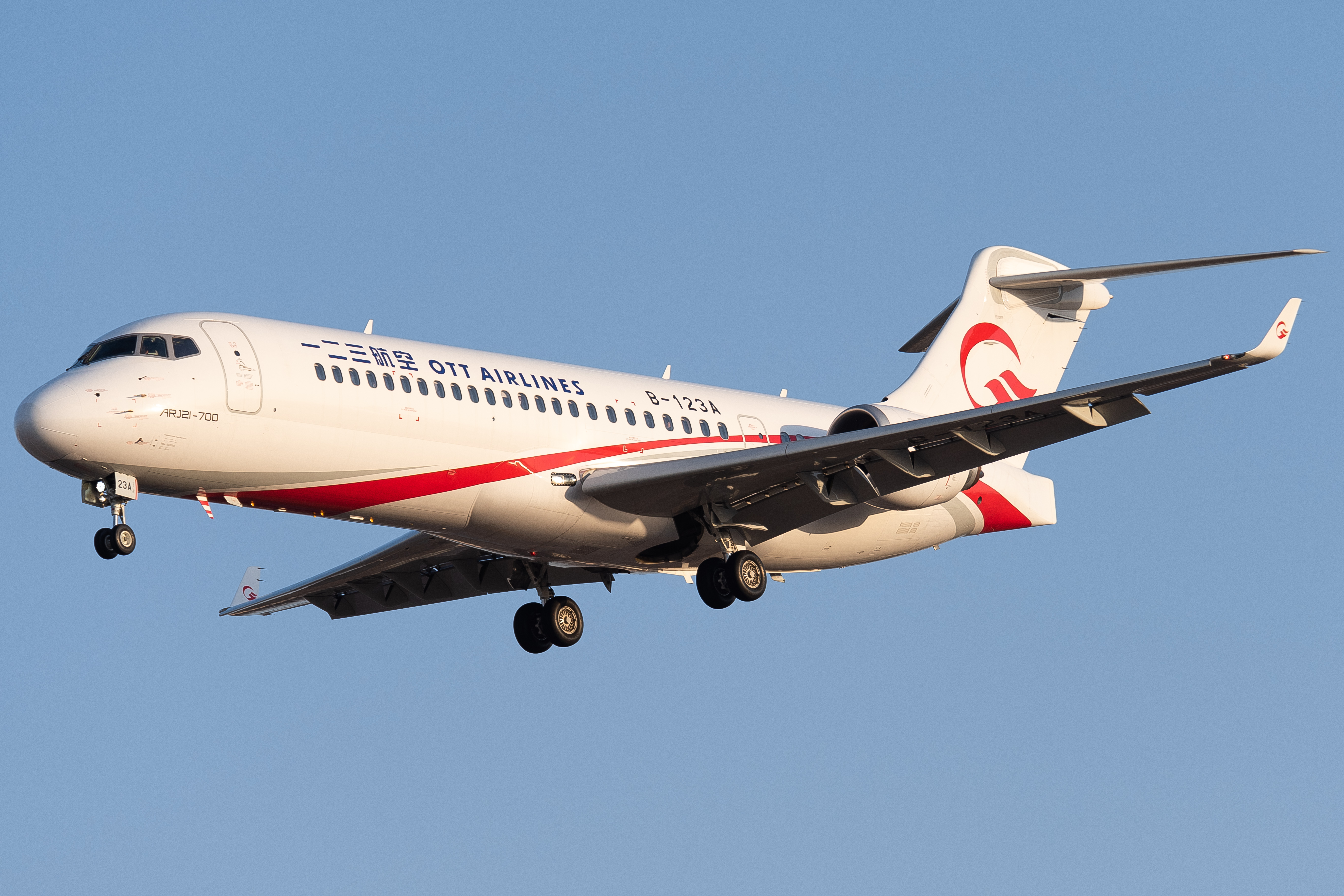
一二三航空所属ARJ21

2022年12月、中国国外への初の納入事例として、インドネシアのLCCであるトランスヌサに引き渡された。

## 発注状況
349機（確定）+20機（オプション）
背景が桃色の部分は発表のみであり、正式な製造契約には至っていない。
| 日付       | 航空会社                   | 納入予定         | 機種      | 機種      | 機種     | 機種     | 機種     | 機種       | 機種 |
| 日付       | 航空会社                   | 納入予定         | ARJ21-700 | ARJ21-900 | ARJ21F   | ARJ21B   | TBA      | オプション | 権利 |
| ---------- | -------------------------- | ---------------- | --------- | --------- | -------- | -------- | -------- | ---------- | ---- |
| 2003年9月  | 上海航空                   | ?                | 5         |           |          |          |          |            |      |
| 2003年9月  | 山東航空                   | ?                | 10        |           |          |          |          |            |      |
| 2003年9月  | 深州ファイナンシャルリース | ?                | 20        |           |          |          |          |            |      |
| 2003年9月  | 上海ファイナンシャルリース | ?                | 30        |           |          |          |          |            |      |
| 2004年3月  | 厦門航空                   | ?                | 6         |           |          |          |          |            |      |
| 2007年12月 | 鯤鵬航空                   | ?                | 100       |           |          |          |          |            |      |
| 2007年12月 | ラオス国営航空             | 2011年           | 2         |           |          |          |          |            |      |
| 2008年3月  | GECAS（航空機リース会社）  | 2013年           | 5         |           |          |          |          | 20         |      |
| 2008年3月  | 幸福航空                   | ?                | 50        |           |          |          |          |            |      |
| 2009年10月 | 成都航空                   | 2017年から運用中 | 30        |           |          |          |          |            |      |
| 2010年5月  | Merkukh エンタープライズ   | ?                | 9         |           |          |          |          |            |      |
| 2011年6月  | ミャンマー国際航空         | ?                | 2         |           |          |          |          |            |      |
| 2012年2月  | メルパチ・ヌサンタラ航空   | 2014年           | 40        |           |          |          |          |            |      |
| 2017年9月  | ABC Financial Leasing      | ?                | 20        |           |          |          |          |            |      |
| 2018年7月  | HNAグループ                | ?                | 20        |           |          |          |          |            |      |
| 計         | 計                         | 計               | 349       | 0         | 0        | 0        | 0        | 20         | 0    |
| 合計       | 合計                       | 合計             | 349 受注  | 349 受注  | 349 受注 | 349 受注 | 349 受注 | 20         | 20   |

## メディアの報道
- ARJ-21の生産開始 新浪網軍事